# Oxymeris gouldi
Oxymeris gouldi é uma espécie de gastrópode do gênero Oxymeris, pertencente à família Terebridae.